# بين الجنة والأرض (فلم)
بين الجنة والأرض فيلم روائي فلسطيني أردني عُرِضَ عام 2019 للمخرجة نجوى نجار مدته 92 دقيقة، عرضه العالمي الأول في مهرجان القاهرة السينمائي الدولي من ضمن قسم "المسابقة الدولية" لينضم بذلك إلى قائمة الأفلام التي سيشهد المهرجان عرضها للمرة الأولى. نال جائزة نجيب محفوظ لأحسن سيناريو في الدورة الـ41 لمهرجان القاهرة السينمائي، وحصل على جائزة الجمهور لأفضل فيلم روائي بمهرجان بوسطن فلسطين السينمائي.

## القصة
يروي الفيلم قصة زوجان سلمى (منى حوا) وتامر (فراس نصار) متزوجان منذ خمس سنوات ويعيشان في الأراضي الفلسطينية، وفي المرة الأولى التي يحصل فيها تامر على تصريح بدخول المناطق الفلسطينية المحتلة "إسرائيل" تكون من أجل تقديم أوراق طلاقهما في المحكمة بالناصرة. ثم يفاجئهما اكتشاف صادم عن ماضي والد تامر.